# Canadian (tren NYC)
El Canadian y más tarde el Canadian-Niagara, fue el tren internacional con nombre de mayor duración desde Chicago al Alto Canadá vía Detroit, durante sus primeras dos décadas hasta Montreal. Este tren nocturno fue operado por el Michigan Central Railroad desde Chicago a Detroit, y en un acuerdo de grupo, operó sobre las vías del Canadian Pacific Railway y usó el mismo número de tren desde Detroit hacia el este. El tren llevaría una segunda sección, con destino a Búfalo o la ciudad de Nueva York vía Búfalo.

## Historia

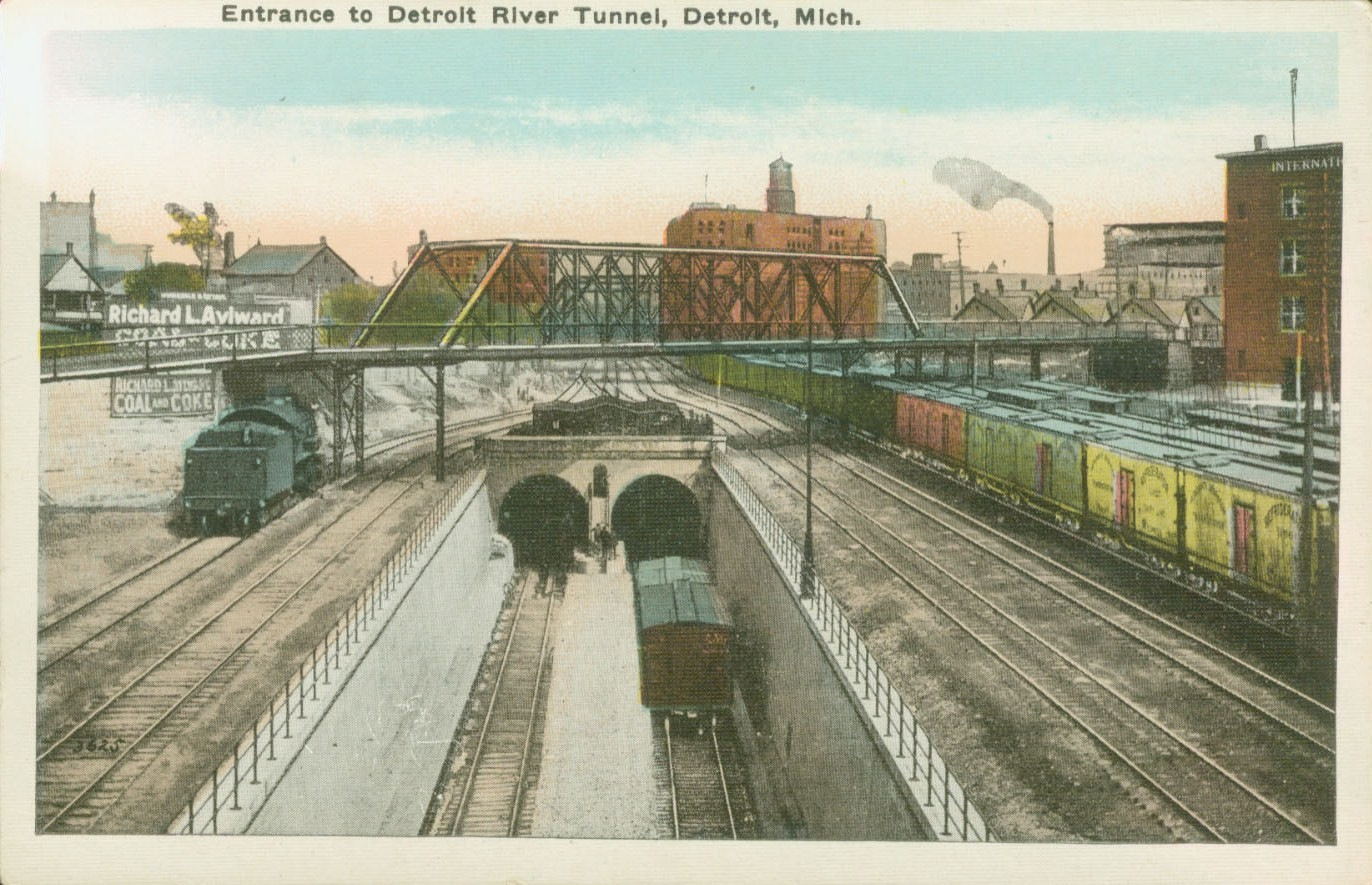
Túnel ferroviario central de Michigan, que permite viajar en tren de Michigan a Ontario, ca. 1910.

El tren comenzó con el nombre de Canadian en 1914 y utilizó el túnel ferroviario central de Michigan recientemente inaugurado bajo el río Detroit entre Detroit y Windsor, Ontario. En las primeras décadas del tren, sus vagones y vagones cama continuaban más allá de la Union Station de Toronto hasta la estación Windsor de Montreal. Al salir de la estación central de Chicago, el tren que iba hacia el este llevaba el número 20. Al mismo tiempo, una sección del mismo tren se separó al este de Windsor y, utilizando el mismo número de tren, continuó bajo el nombre de Niagara hasta Buffalo. El viaje del tren en dirección oeste desde Montreal y Toronto a Detroit y Chicago llevaba el número 19.
En la década de 1930, el New York Central Railroad había absorbido el Michigan Central Railroad. En 1934, Michigan Central cambió el número del tren en dirección este al 58; el canadiense en dirección oeste tendría 39 años. En 1940, el término noreste se acortó de Montreal a Toronto. Los pasajeros que desearán continuar más al noreste en dirección a Montreal deberán hacer transbordo en Toronto.
Durante el período de entreguerras, Michigan Central y Canadian Pacific también operaron el Dominion-Overseas (1923-1942), que circulaba durante las horas del día entre Chicago y Detroit. El Dominion-Overseas (en dirección este como # 44-22, en dirección oeste como Western Express, # 21-23) se incluye a través de autocares y coches cama para la ruta de Chicago a Montreal.
En 1942, la empresa matriz New York Central absorbió las operaciones de Michigan Central en sus horarios. En 1942, la contraparte en dirección oeste ya no era el canadiense que trabajaba solo, sino que fue agregado a North Shore Limited en Detroit para completar el viaje a Chicago. Sin embargo, Canadian Pacific continuó usando el nombre, Canadian, para el número 19 en la parte de la ruta con origen en Toronto. También en 1942, la Central de Nueva York cambió el nombre del tren a Niagara-Canadian, evitando posibles confusiones derivadas de dos trenes con nombres diferentes que llevaban el mismo número. Además, en ese momento el tren incorporaba no solo secciones de literas separadas para itinerarios a Toronto y la ciudad de Nueva York, sino también una sección que salía de la ruta en Jackson para ir a Saginaw y Bay City. Para el viaje con destino al oeste no habría ningún canadiense en el horario central de Nueva York. Los autocares y coches cama con el itinerario de Toronto a Chicago se fusionaron con el North Shore Limited de Nueva York a Chicago, número 39. En 1946, el New York Central volvería a cambiar el nombre, esta vez, por un período más largo, a Canadian-Niagara; el número del tren cambiaría de 58 a 358.

## Declive
En 1955, Canadian Pacific trasladó el nombre "canadiense" a su operación transcontinental de Montreal a Vancouver, The Canadian. Los trenes números 19 (oeste) y 20 (este) permanecieron en el tren del CP de Toronto a Detroit (y viceversa), sólo como un tren sin nombre. Brevemente, a principios de 1961, el New York Central volvió a cambiar el nombre a "canadiense". Sin embargo, a finales de año, New York Central canceló el servicio canadiense y, por lo tanto, puso fin a la tradición de un itinerario internacional continuo Chicago-Detroit-Windsor-Toronto, y puso fin al servicio de pasajeros de New York Central al este desde Detroit hacia el suroeste de Ontario. a excepción de su ruta Wolverine con destino a Buffalo y la ciudad de Nueva York. El CP mantuvo un tren de Detroit a Toronto hasta 1967. Cualquier viajero que deseara hacer el viaje completo tendría que hacer transbordo en Detroit para el tramo de Chicago a Detroit. El CP cortó su servicio de Windsor a Toronto en 1967.

## Desarrollos delsigloXXI
El 6 de enero de 2022, Amtrak anunció que los ferrocarriles Canadian Pacific Limited y Kansas City Southern cooperarían con los planes de expansión de Amtrak. Este acuerdo permitiría a Amtrak enlazar con VIA Rail a través del mencionado túnel ferroviario Detroit-Windsor. Sin embargo, los informes de noticias no indicaron un cronograma para la reanudación del servicio de pasajeros entre Detroit y Toronto.